# Šóši Saiondži
Šóši Saiondži (西園寺しょう子, 西園寺鏱子, 1271 – 10. června 1342 Heian-kjó), také známá jako Eifuku Mon'in (永福門院; také psáno Eifuku-mon In), byla slavná japonská básnířka z období Kamakura a choť 92. císaře Fušimi. Byla členkou školy veršů Kjógoku (京極派, Kjógoku-ha) a její dílo se objevuje v Gjokujóšú.
Dne 23. června 1316 (5. rok éry Šówa) se stala buddhistickou jeptiškou a získala jméno Šin'njo Gen (真如源).